# Nikolai Wassiljewitsch Pusanow
Nikolai Wassiljewitsch Pusanow (russisch Николай Васильевич Пузанов; * 7. April 1938 in Kyschtym, Oblast Tscheljabinsk, damalige Sowjetunion; † 2. Januar 2008 in Sankt Petersburg, Russland) war ein sowjetischer Biathlet und Olympiasieger.
Pusanow war zunächst Turner, erst beim Militär begann er mit dem Skilanglauf. Auf Vorschlag seines Trainers Igor Iwanowitsch Bulochkin wechselte er 1960 zur damals noch jungen Sportart Biathlon und startete ab 1963 für den Zentralen Armeesportklub in Leningrad (ZSKA Leningrad). Schon bei der Biathlon-Weltmeisterschaft 1962 gewann Pusanow gemeinsam mit Wladimir Melanin und Walentin Pschenizyn die Goldmedaille im damals noch inoffiziellen Staffelwettbewerb. Er qualifizierte sich für die sowjetische Mannschaft bei den Olympischen Winterspielen 1964. In Innsbruck wurde nur das Einzelrennen über 20 km ausgetragen, Pusanow wurde Zehnter beim Sieg seines Landsmannes Wladimir Melanin. Vier Jahre später war neben dem Einzel auch erstmals die 4 × 7,5 km Biathlon-Staffel im olympischen Programm. In der Besetzung Alexander Tichonow, Wladimir Gundarzew, Pusanow und Wiktor Mamatow gewann er mit der sowjetischen Staffel die Goldmedaille in Grenoble. 1972 verpasste er knapp die Qualifikation für die Olympischen Spiele in Sapporo.
Auch bei der Biathlon-Weltmeisterschaft 1965 war das Staffelsilber mit Wladimir Melanin und Wassili Makarow noch eine inoffizielle Auszeichnung, Pusanow gewann in Elverum aber seine einzige Einzelmedaille, als er über 20 km nur geschlagen vom Norweger Olav Jordet Zweiter wurde. Wieder gewann er mit der Biathlon-Staffel über 4 × 7,5 km (Besetzung: Tichonow, Mamatow, Safin, Pusanow) bei der Biathlon-Weltmeisterschaft 1967 in Altenberg die Silbermedaille, der Wettbewerb war in jenem Jahr zum zweiten Mal offizieller Bestandteil des Wettkampfprogramms. Daneben war er Sieger bei der ersten Winter-Spartakiade 1962 sowie 18-facher sowjetischer Meister und vielfacher Militärmeister. Ihm wurde die Auszeichnung Verdienter Meister der Sports verliehen, außerdem wurde er 1969 mit der Medaille «Sa trudowoje otlitschije» (Für besondere Arbeit) ausgezeichnet. Im Jahr 1970 schloss er seine Ausbildung an der Universität für Körperkultur in Sankt Petersburg ab. Danach arbeitete er an der medizinischen Militärakademie in Kirow am physikalischen Institut, er erreichte den Rang eines Oberstleutnants. Pusanow war verheiratet und hatte einen Sohn und eine Tochter. Er wurde auf dem Serafimow Friedhof in Sankt Petersburg beigesetzt.